# 拉塞·佐比希
拉塞·佐比希（Lasse Sobiech）是德國的一位足球運動員。在場上司職中後衛。現效力于南非足球超級聯賽球隊Stellenbosch。

## 外部連結
- fussballdaten.de：Lasse Sobiech之統計數據 （德文）
- Lasse Sobiech （页面存档备份，存于） at worldfootball.net